# Il barbiere di Siberia
Il barbiere di Siberia (Сибирский цирюльник) è un film del 1998 diretto da Nikita Sergeevič Michalkov.
Fu presentato fuori concorso al 52º Festival di Cannes.

## Trama
La vicenda parte in America nel 1905, Jane Callahan scrive una lettera indirizzata al figlio cadetto studente in una accademia militare. In questa lettera la signora rievoca i ricordi dei fatti avvenuti in Russia venti anni prima.
In passato Jane Callahan era stata a Mosca sotto le mentite spoglie di figlia di Douglas McCraken, un ingegnere statunitense, dopo aver stipulato un contratto con quest'ultimo che prevedeva il fatto di convincere, puntando sulle proprie grazie, il generale Radlov a finanziare l'invenzione di McCraken denominato "Il barbiere di Siberia": una macchina per tagliare gli alberi in Siberia. Durante questo viaggio l'avvenente Jane conosce sul treno Andrej Tolstoi, un cadetto molto promettente di una scuola militare russa, che si innamora di lei. Anche lei si innamora di lui, decide di rivelargli la sua vera identità, gli racconta del suo turpe passato e cosa è realmente venuta a fare in Russia.
Purtroppo per Jane anche il generale Radlov, l'uomo che la ragazza doveva convincere a finanziare i progetti del finto padre, si innamora perdutamente di lei e vuole chiederla in sposa. In un eccesso di gelosia, durante uno spettacolo accademico: "Le nozze di Figaro" nel quale aveva la parte di Figaro, Tolstoi colpisce il generale, venendo spedito in Siberia per scontare la pena di sette anni di galera, più 5 di esilio, con l'accusa di avere tentato di uccidere l'arciduca presente in sala. Accusa montata dal generale per salvare la faccia e nascondere le reali motivazioni dell'accaduto, ovvero il fatto che la donna che amava avesse in realtà già una storia col cadetto il quale era stato preso da folle gelosia nel vedere la sua amata a teatro con l'altro.
Solo 10 anni dopo, Jane, dopo aver sposato McCraken come unica speranza di raggiungere il suo Andrej, visto che le era stato negato il permesso di viaggiare attraverso la Russia, dopo essere riuscita a scoprire esattamente dov'era stato mandato e ricollocato il suo amato, riesce ad andare in Siberia, grazie all'inaugurazione dell'invenzione del marito, per rivelare al suo grande amore il segreto che li lega, ma non lo trova. Trova però in casa di lui i segni che nel frattempo ha messo su famiglia con la cameriera che lavorava nella casa della madre di Andrei e che sempre l'aveva amato. Jane capisce di essere arrivata tardi e decide di andarsene senza aspettare il ritorno di Andrej. Andrej, che nel frattempo stava tornando dai boschi, la vede andarsene in lontananza, ma non la ferma.

## Produzione
Il film ha coinvolto persone da ben quattro paesi ed è stato finanziato con un budget di 35 milioni di dollari, diventando una delle produzioni più costose della storia del cinema non anglosassone.
Il film venne selezionato per partecipare agli Oscar nella sezione come miglior film straniero, ma venne squalificato perché il film era in distribuzione da meno di 7 giorni, violando la regola dell'Academy.

## Errori storici
La bandiera americana che si vede nel campo di addestramento all'inizio del film è quella a 50 stelle ma nel 1905 la bandiera americana aveva solo 45 stelle.
Nella scena del giuramento dei cadetti lo zar Alessandro III si presenta a cavallo con un figlio (Nicolasha), nella realtà però lo Zar nel 1885 non aveva figli così piccoli, il più piccolo Michail aveva 7 anni mentre il primogenito ed erede al trono il futuro Nicola II ne aveva già 17.